# 三河一色站
三河一色站（日语：／ Mikawa-Ishiki eki */?）是一座位於愛知縣幡豆郡一色町（現在：西尾市一色町）前野，名古屋鐵道（名鐵）三河線的車站（廢站）。

## 歷史
- 1926年（大正15年）9月1日：隨著大濱港（後來改名為碧南）至神谷（後來改名為松木島）之間的鐵路線（當時名為三河鐵道）開通，此站啟用[1]。
- 1941年（昭和16年）6月1日：三河鐵道合併至名古屋鐵道。成為名古屋鐵道三河線的車站。
- 1958年（昭和33年）3月5日：站舍進行翻新[2]。
- 1977年（昭和52年）5月25日：廢除貨運業務[2]。
- 1984年（昭和59年）
  - 3月20日：停用列車交會設備[3]。
  - 4月1日：車站業務委托三河觀光負責[2]。
- 1990年（平成2年）7月1日：廢除碧南至吉良吉田之間的電氣化設備[4]。開始使用鐵路巴士（KiHa20形（日语：名鉄キハ10形気動車））行走該路段[4]。
- 2003年（平成15年）8月1日：結束業務委託（在結束前，委託公司為名鐵東部觀光）。成為無人車站[5]。
- 2004年（平成16年）4月1日：車站被廢除[1]。

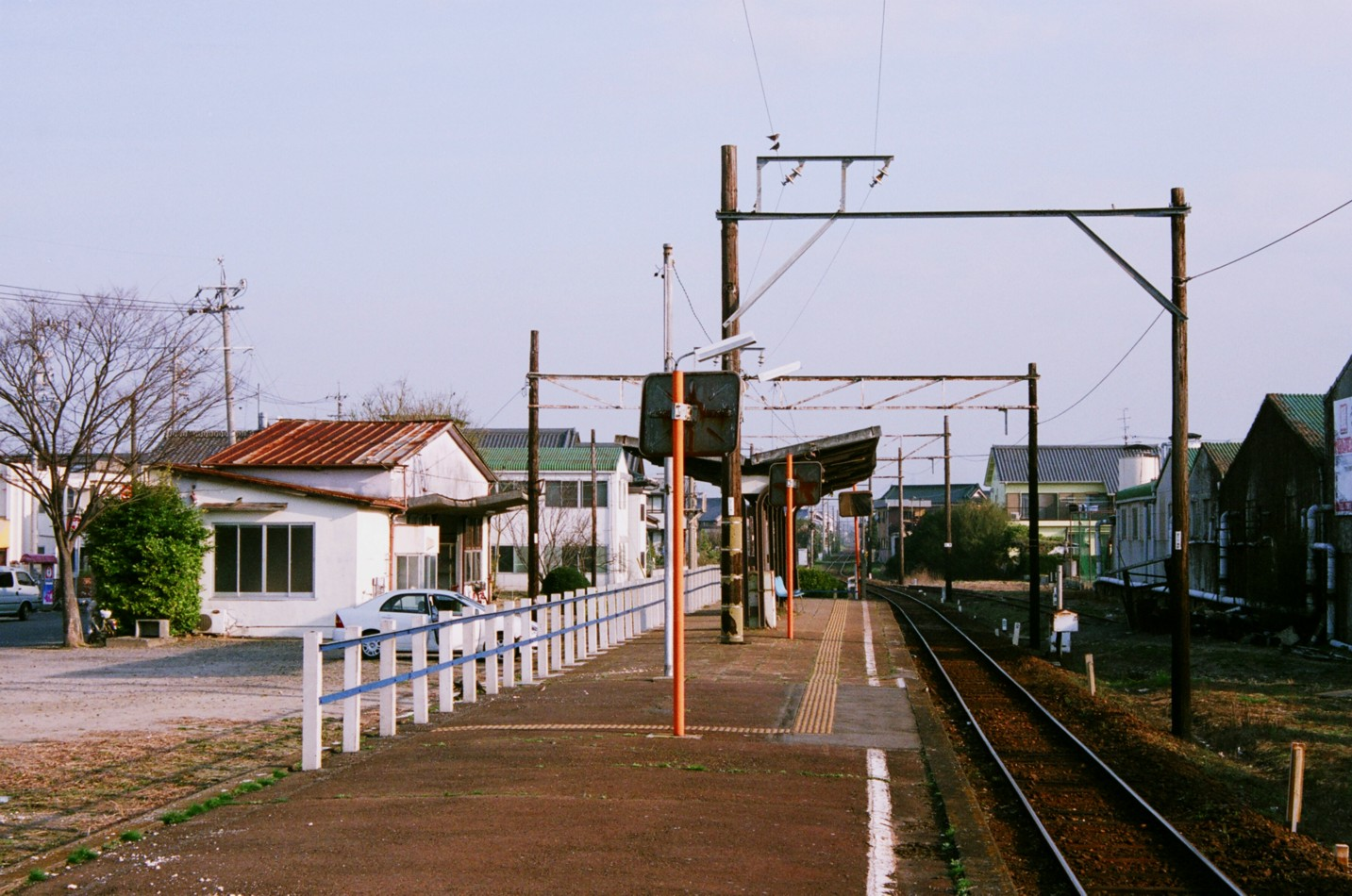
從月台望向碧南方向。月台右邊可看見貨物側線遺址。（2004年）
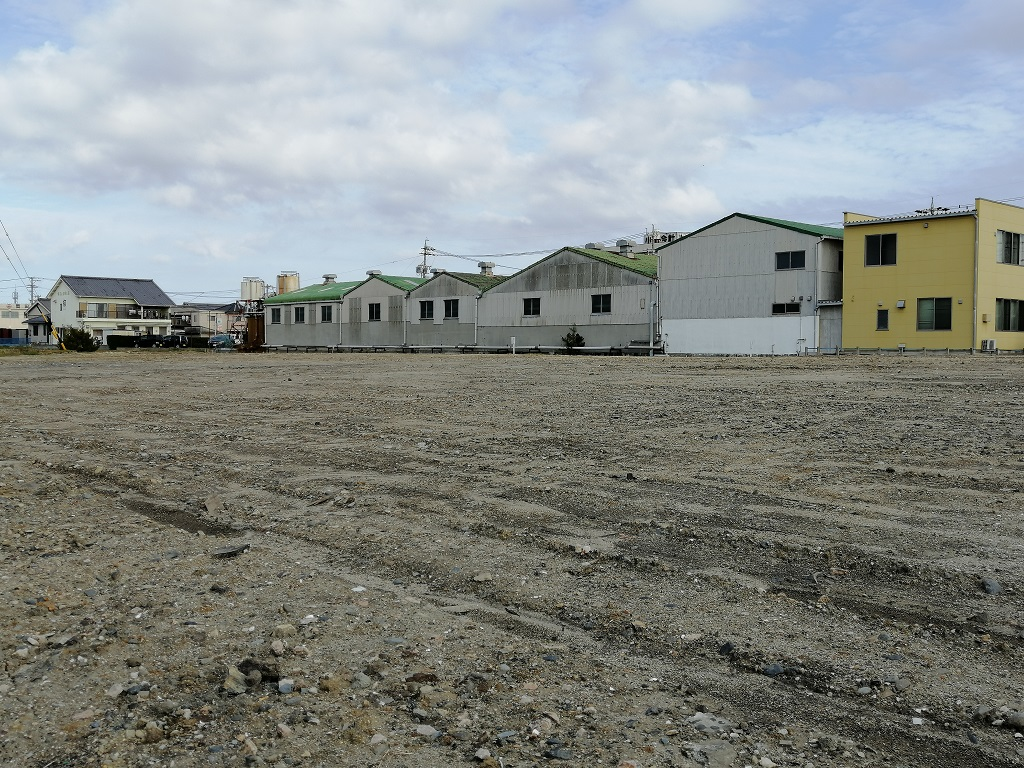
車站遺址空地（2020年）

## 車站構造
在1984年4月1日前，此站設有名鐵車站職員當值。隨後至2003年7月31日前，此站為一座管理委托車站，由名鉄東部觀光負責車站業務，包括販賣車票。站舍是一座混凝土建築物，在廢站後數年變為替代巴士朋友巴士的辦公室。在車站晩年設有1面1線的單式月台。在1984年前，此站設有1面2線的島式月台，當時可進行列車交會。在車站最頂盛時期設有2條貨物側線。
此站的月台當初只可容納2卡車廂，在1967年度後期進行車站改善工程後，月台可容納4卡車廂。

### 配線圖
| ← 碧南方向      | 三河一色站 站內配線略圖 | → 吉良吉田方向 |
| 图例 参考文献： |                         |                |

## 使用狀況
- 在中提及在1992年度，當時1日平均上下車人次為714人，為除岐阜市內線均一車費區間內各站（岐阜市內線、田神線、美濃町線徹明町站至琴塚站之間）外名鐵所有車站（342站）中排名第252，三河線（38站）排名第24[8]。
- 在中提及在2003年度1日平均乘車人次為167人[9]。以下為2003年度前，1日平均乘車人次的列表：

| 年度   | 1日平均 乘車人次 |
| ------ | ---------------- |
| 1998年 | 210              |
| 1999年 | 208              |
| 2000年 | 176              |
| 2001年 | 176              |
| 2002年 | 168              |
| 2003年 | 167              |

## 車站周邊
此站是位於舊一色町的町中心。在車站遺址西邊設有道路連接一色亥新田路口。舊町公所是位於車站遺址北邊，後來遷移至公民館內，現時該處變成為市政廳分所。國道247號在車站南邊，愛知縣道12號線在車站西邊。
- 一色町公民館、一色地域交流中心
  - 西尾市政廳一色分所
- 西尾市立一色學習之館（日语：西尾市立一色学びの館）
- 一色保育園
- 一色鰻魚漁業協同組合
- JA西三河（日语：西三河農業協同組合）一色中部分店
- JA西三河A-COOP（日语：エーコープ）一色店
- 岡田屋製菓[15] - 海老煎餅（日语：海老煎餅）製造、銷售商之一。1928年創業[16]。
- Domy（日语：ドミー）一色店
- 前野南部神社
- 國道247號（日语：国道247号）
- 愛知縣道12號豐田一色線（日语：愛知県道12号豊田一色線）
- 大寶橋 - 跨越一色排水路的橋樑
- 一色排水路

備註
- 車站遺址周邊有許多和菓子店，當中許多的商鋪都有售賣海老煎餅。
- 車站遺址後來進行再度開發。截至2023年，遺址變成為住宅用地。

## 巴士路線
朋友巴士
- 隨著三河線碧南站至吉良吉田站之間廢除，舊沿線自治體組成的朋友巴士運行協議會，開設替代巴士服務。

名鐵東部交通
- 設有巴士路線連接一色町與福地站、西尾站、西尾市民醫院（日语：西尾市民病院）和西尾東高校（日语：愛知県立西尾東高等学校）方向。在2017年10月1日，車站遺址前的三河一色巴士站被廢除，取而代之是新設一色町公民館巴士站[17]。

一醫巴士
- 於一色地區內行走的巴士服務

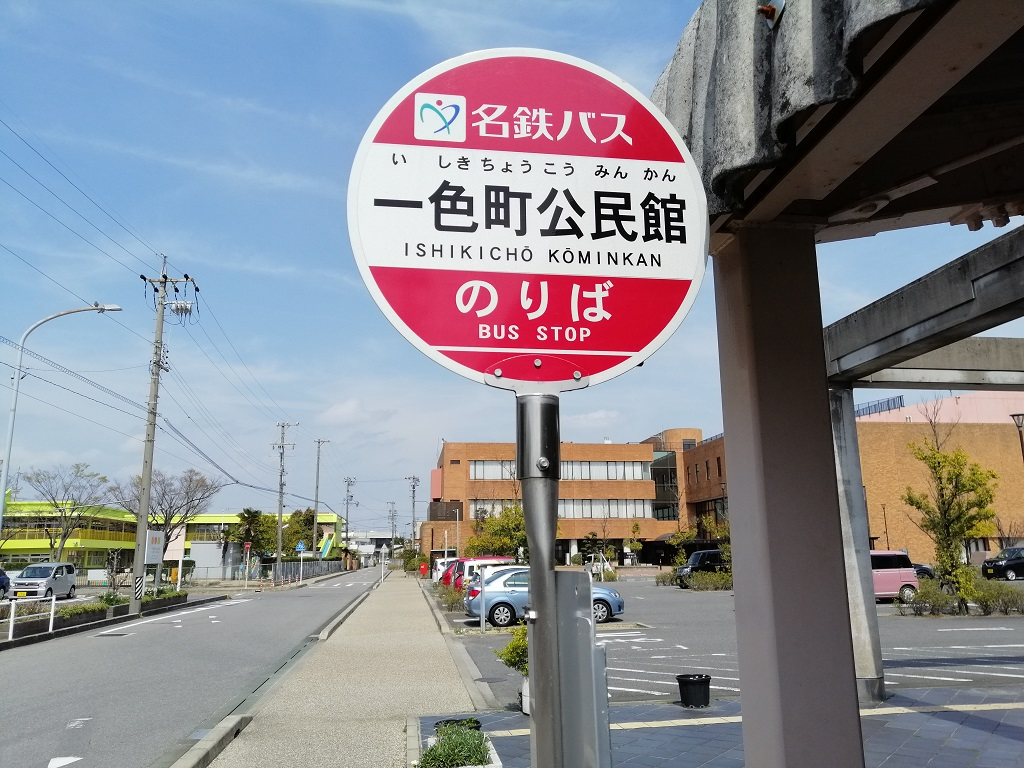
一色町公民館巴士站（朋友巴士）
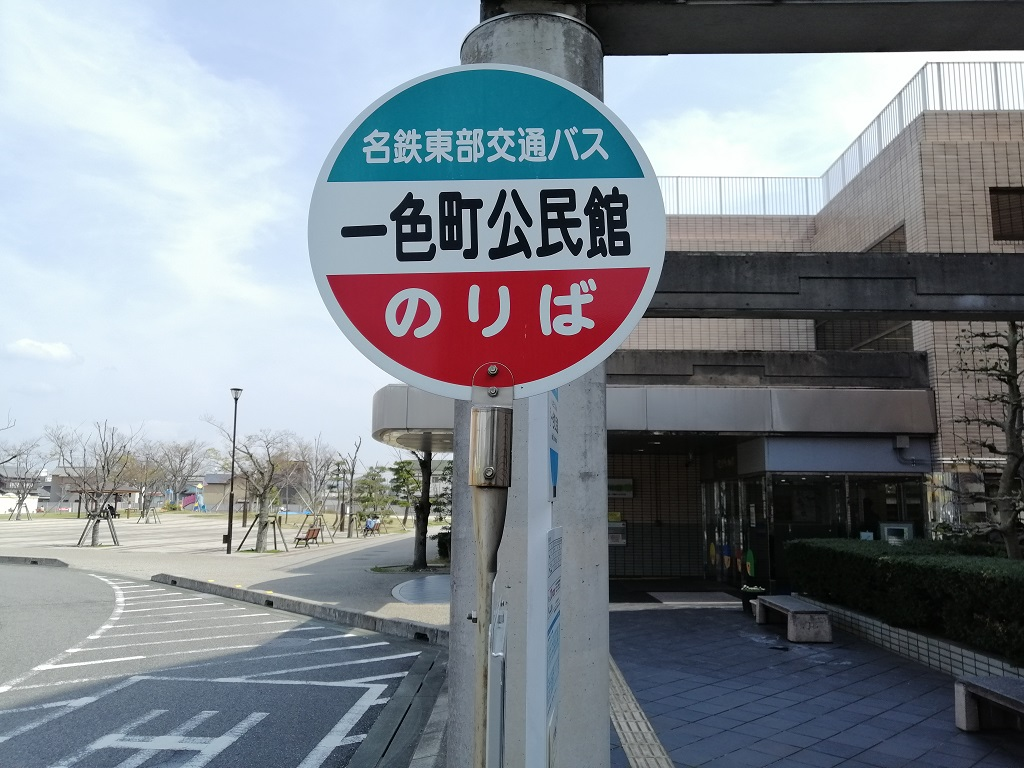
一色町公民館巴士站（名鐵東部交通巴士）
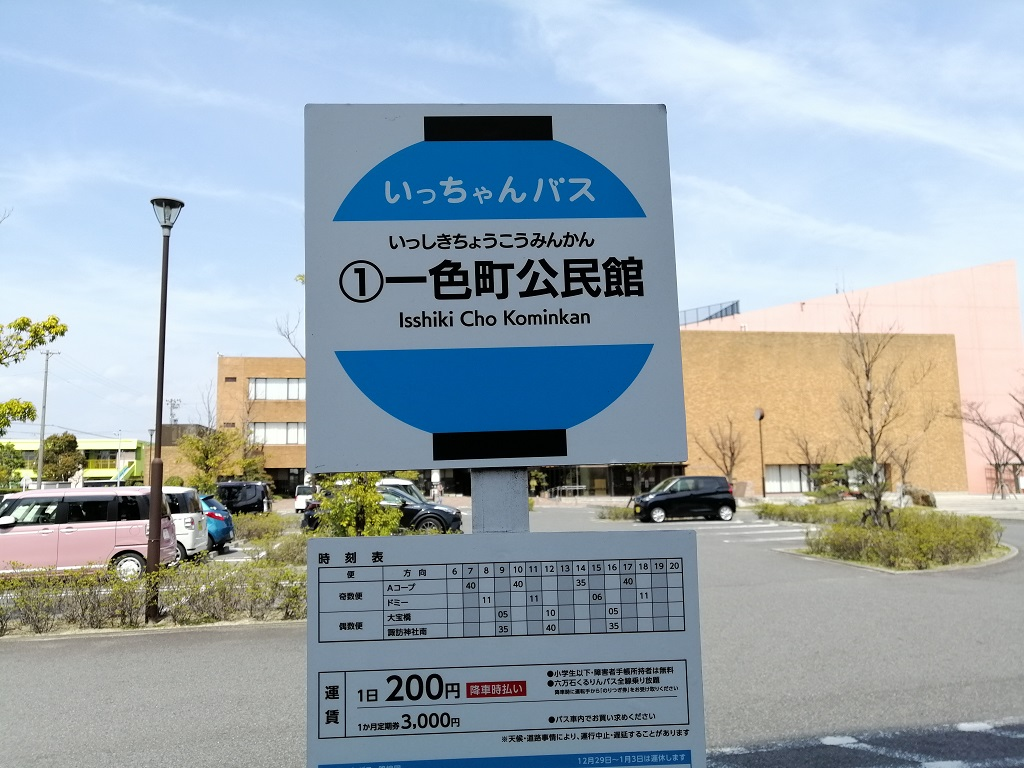
一色町公民館巴士站（一醫巴士）

## 相鄰車站
名古屋鐵道
三河線（廢除區間）
西一色－三河一色－松木島

## 注腳
1. 1 2  今尾恵介（監修）.  7 東海. 新潮社. 2008: 45. ISBN 978-4107900258 （日语）.
2. 1 2 3  神谷力（編）. . 郷土文化社. 2000: 80. ISBN 978-4876701292 （日语）.
3. ↑  名古屋鉄道広報宣伝部（編）. . 名古屋鉄道. 1994: 1020 （日语）.
4. 1 2  . 交通新聞 (交通新聞社). 1990-06-23: 1 （日语）.
5. 1 2  徳田耕一. . JTB. 2004: 113. ISBN 978-4533050985 （日语）.
6. ↑  名古屋鉄道（編）. . れいめい (名古屋鉄道). 1967-10, (227): 10 （日语）.
7. ↑  電氣車研究會，《鐵道畫刊》通卷第473號 1986年12月 臨時增刊號 「特集 - 名古屋鐵道」，附圖「名古屋鐵道路線略圖」
8. ↑  名古屋鐵道廣報宣傳部（編）. . 名古屋鐵道. 1994: 651–653.
9. 1 2  平成17年度刊愛知県統計年鑑 第10章　運輸，通信 鉄道（JRを除く私鉄）駅別乗車人員 （页面存档备份，存于）（日語）
10. ↑  平成12年度刊愛知県統計年鑑 第10章　運輸，通信 鉄道（JRを除く私鉄）駅別乗車人員 （页面存档备份，存于）（日語）
11. ↑  平成13年度刊愛知県統計年鑑 第10章　運輸，通信 鉄道（JRを除く私鉄）駅別乗車人員 （页面存档备份，存于）（日語）
12. ↑  平成14年度刊愛知県統計年鑑 第10章　運輸，通信 鉄道（JRを除く私鉄）駅別乗車人員 （页面存档备份，存于）（日語）
13. ↑  平成15年度刊愛知県統計年鑑 第10章　運輸，通信 鉄道（JRを除く私鉄）駅別乗車人員 （页面存档备份，存于）（日語）
14. ↑  平成16年度刊愛知県統計年鑑 第10章　運輸，通信 鉄道（JRを除く私鉄）駅別乗車人員 （页面存档备份，存于）（日語）
15. ↑  . 岡田屋製菓株式会社.   [2023-03-12]. （原始内容存档于2023-03-12） （日语）.
16. ↑  . 岡田屋製菓株式会社.   [2023-03-12]. （原始内容存档于2022-09-27） （日语）.
17. ↑   (PDF). 名鉄東部交通. 2017-09-21  [2023-03-12]. （原始内容 (PDF)存档于2019-01-14） （日语）.